# Ołeksij Czerednyk
Ołeksij Wałentynowycz Czerednyk, ukr. Олексій Валентинович Чередник, ros. Алексей Валентинович Чередник, Aleksiej Walentinowicz Czeriednik (ur. 15 września 1960 w Duszanbe, Tadżycka SRR) – ukraiński piłkarz, grający na pozycji obrońcy, a wcześniej pomocnika, reprezentant Związku Radzieckiego, trener piłkarski.

## Kariera piłkarska

### Kariera klubowa
Wychowanek Szkoły Piłkarskiej Pamir Duszanbe. Rozpoczynał na pozycji bramkarza, ale potem zmienił pozycję na lewego obrońcę. W 1977 zadebiutował w drużynie rezerwowej Pamiru, a w 1979 w podstawowej jedenastce. W 1983 przeszedł do Dnipra Dniepropetrowsk, chociaż tadżycka drużyna nie zgodziła się na przejście i piłkarz prawie rok nie występował załatwiając zgodę. Z Dniprem zdobył wiele sukcesów. W 1989 jako pierwszy radziecki piłkarz debiutował w angielskiej najwyższej lidze w składzie Southampton F.C. Po zakończeniu kontraktu powrócił do Ukrainy, gdzie kończył karierę w klubach Czornomoreć Odessa, Metałurh Zaporoże i Krywbas Krzywy Róg.

### Kariera reprezentacyjna
W 1987 pierwszy raz został powołany do olimpijskiej reprezentacji ZSRR, z którą zdobył złoty medal Igrzysk w Seulu w 1988. 21 lutego 1989 w meczu towarzyskim z Bułgarią zadebiutował w radzieckiej kadrze seniorów.

## Kariera trenerska
Od 1996 trenował kluby Krywbas Krzywy Róg oraz Torpedo Zaporoże. Od 2000 poszukiwał młode talenty piłkarskie dla Dnipra Dniepropetrowsk, a od grudnia 2001 dla Szachtara Donieck.

## Sukcesy i odznaczenia

### Sukcesy klubowe
- mistrz ZSRR: 1988
- wicemistrz ZSRR: 1987
- zdobywca Pucharu ZSRR: 1989
- zdobywca Pucharu Federacji Piłki Nożnej ZSRR: 1986, 1989

### Sukcesy reprezentacyjne
- Złoty medalista Igrzysk Olimpijskich: 1988

### Sukcesy indywidualne
- wybrany do listy 33 najlepszych piłkarzy ZSRR: Nr 2 - 1987, 1988.

### Odznaczenia
- tytuł Mistrza Sportu ZSRR: 1984
- tytuł Zasłużonego Mistrza Sportu ZSRR: 1989
- Order „Za zasługi” III klasy: 2004[1]